# 圣让德拉莫特
圣让德拉莫特（法語：Saint-Jean-de-la-Motte，法語發音：[sɛ̃ ʒɑ̃ də la mɔt]）是法国萨尔特省的一个市镇，属于拉弗莱什区。

## 地理
圣让德拉莫特（47°44'32"N, 0°3'23"E）面积32.03 平方千米，位于法国卢瓦尔河地区大区萨尔特省，该省份为法国西北部内陆省份，北起顺时针与奥恩省、厄尔-卢瓦省、卢瓦-谢尔省、安德尔-卢瓦尔省、曼恩-卢瓦尔省和马耶讷省接壤，是法国大西部的入口，连接卢瓦尔河谷、布列塔尼和巴黎盆地。
与圣让德拉莫特接壤的市镇（或旧市镇、城区）包括：拉方丹圣马丹、克莱蒙-克雷昂、卢瓦河畔马雷伊、吕谢-普兰热、芒西涅、瓦泽、利格龙。

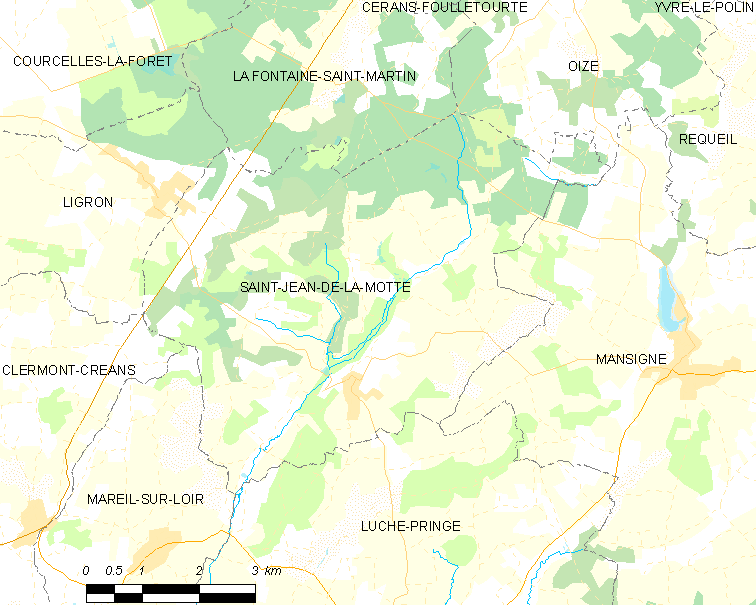
圣让德拉莫特的OSM定位图

圣让德拉莫特的时区为UTC+01:00、UTC+02:00（夏令时）。

## 行政
圣让德拉莫特的邮政编码为72510，INSEE市镇编码为72291。

## 政治
圣让德拉莫特所属的省级选区为勒吕德县。

## 人口

1962-2008年间圣让德拉莫特人口变化图示

圣让德拉莫特于2022年1月1日时的人口数量为955人。